# Milan Janša
Milan Janša, né le 26 septembre 1965 à Jesenice, est un rameur slovène qui remporte une médaille de bronze aux Jeux olympiques accompagné de Janez Klemenčič, Sašo Mirjanič et Sadik Mujkič lors des Jeux olympiques d'été de 1992. 

## Palmarès
Jeux olympiques
- Médaille de bronze en Quatre sans barreur (avec Janez Klemenčič, Sašo Mirjanič et Sadik Mujkič)[1] aux Jeux olympiques d'été de 1992 à Barcelone
- 4e place en Quatre sans barreur (avec Sadik Mujkič, Denis Žvegelj et Janez Klemenčič)[1] aux Jeux olympiques d'été de 1996 à Atlanta
- 4e place en Quatre sans barreur (avec Rok Kolander, Matej Prelog et Janez Klemenčič) aux Jeux olympiques d'été de 2000 à Sydney